# Macrobrachium faustinum
Macrobrachium faustinum is een garnalensoort uit de familie van de Palaemonidae. De wetenschappelijke naam van de soort is voor het eerst geldig gepubliceerd in 1857 door de Saussure.